# Submission (2004)
Submission (deutsch: Unterwerfung, arabisch: al-ḫuḍūʿ) ist ein 11-minütiger Kurzfilm des niederländischen Regisseurs Theo van Gogh nach dem Drehbuch von Ayaan Hirsi Ali, einer ehemaligen Unterhausabgeordneten der Volkspartij voor Vrijheid en Democratie (VVD).
Der Film kritisiert die Unterdrückung, die Misshandlung und den Missbrauch von Frauen unter Berufung auf den Islam. Hirsi schreibt, ihre Absicht sei es gewesen, den Absolutismus zu zeigen, mit dem von einer muslimischen Frau erwartet wird, sie solle sich dem Willen Gottes/Allahs und dessen im Koran niedergeschriebenen Worten unterwerfen. Sie wollte eine Änderung in der Beziehung zwischen Gott und dem Menschen, weg von einer Beziehung der totalen Unterwerfung hin zu einem Dialog. 
Der Film wurde einzig am 29. August 2004 im niederländischen öffentlichen Fernsehen (VPRO) vorgeführt.

## Handlung
Submission zeigt eine junge Muslima, Amina, die in einem als Gebet dargestellten inneren Monolog ihre Gefühle vor Gott, Allah, offenlegt. Diese Sprecherin spricht für die folgenden Frauen.
Die erste Frau, die uns begegnet, ist ausgepeitscht worden. Sie berichtet von der Liebe zu Rahman und davon, wie sich die Beziehung der beiden entwickelt hat, von einer Anzeige wegen außerehelichen Geschlechtsverkehrs und davon, dass Rahman mit der Hilfe seines Vaters das Land verlassen konnte, sie selbst aber verurteilt und ausgepeitscht wurde – unter Berufung auf den Koran.
Im Anschluss erfolgt eine Zäsur, die Sprecherin erzählt nun von der zweiten Frau, die gegen ihren Willen als 16-Jährige zwangsverheiratet wurde und seither laufend von ihrem Mann vergewaltigt wird, der sich dabei auf den Koranvers beruft. 
Die dritte Frau wird durch ihren Mann geschlagen, auch das wieder mit Berufung auf einen Koranvers.
Die vierte Frau ist völlig verschleiert und berichtet darüber, wie gern sie einmal den Wind und die Freiheit spüren möchte, dass sie das aber, um gehorsam dem Willen Gottes/Allahs gegenüber zu sein, nie getan hat. Ihre Geschichte ist die einer inzestuösen Vergewaltigung durch ihren Onkel, den Bruder des Vaters. Als sie sich deswegen an ihre Eltern wendet, befiehlt ihr der Vater, nicht die Ehre seines Bruders in Frage zu stellen.
Die Darstellerin berichtet dann, dass der Onkel von den regelmäßigen Hausbesuchen Abstand nimmt, nachdem bekannt ist, dass sie schwanger ist. Sie hat nun Angst, aufgrund dieser Schwangerschaft von ihrem Vater ermordet zu werden. Sie wendet sich an Gott/Allah und bittet um Hilfe und schließt mit den Worten: “I wonder how much longer I am able to submit!”
Während des gesamten Films werden Koranverse, die die Misshandlungen legitimieren, auf unbedeckte – nackte – Körperteile der Darstellerin, wie z. B. Arme und Rücken, projiziert. Akustisch sind die Filmszenen z. T. mit Peitschenhieben untermalt.
Bemerkenswert ist zudem, dass der Film die fiktive Muslima zwar voll verschleiert darstellt, die mehr oder weniger vorgeschriebene Bedeckung aber gerade auf der Vorderseite transparent gestaltet ist und daher den weiblichen Körper durchscheinen lässt.

## Attentat auf van Gogh
Am 2. November 2004 ermordete der Islamist Mohammed Bouyeri Theo van Gogh. Er schoss auf van Gogh, schnitt ihm, als er bereits auf dem Boden lag, die Kehle durch und stach anschließend ein Messer mit einem Brief in den Leichnam, in dem er die Ermordung auf van Goghs Film und seine Ansichten über den Islam zurückführte. Er rief zum Dschihad gegen die Ungläubigen, die USA, Europa, die Niederlande und Ayaan Hirsi Ali auf.

### Film als Stream
- Submission, arabischer und englischer O-Ton mit niederländischer Untertitelung